# Onzena legislatura de la Catalunya autonòmica
L'onzena legislatura de la Catalunya autonòmica es va iniciar el dilluns 26 d'octubre de 2015. Carme Forcadell, de Junts pel Sí, va ser escollida presidenta de la Cambra, i va finalitzar el 27 d'octubre de 2017, quan el president del Govern d'Espanya Mariano Rajoy el va dissoldre en aplicació de l'article 155 de la Constitució espanyola.

## Eleccions
El dilluns 26 d'octubre de 2015 els 135 diputats elegits en les eleccions celebrades el 27 de setembre de 2015 van constituir el Parlament de Catalunya.
Els diputats provenien de set candidatures: Junts pel Sí (JxSí), Ciutadans (C's), Partit dels Socialistes de Catalunya (PSC-PSOE), Catalunya Sí que es Pot (CSQP), Partit Popular Català (PPC), i Candidatura d'Unitat Popular-Crida Constituent (CUP-CC). Per primera vegada, una coalició independentista havia aconseguit la victòria electoral i hi havia majoria independentista de 72 diputats, de JxSí+CUP-CC.
Per 77 vots a favor, 57 vots en blanc i 1 nul, Carme Forcadell va ser elegida presidenta del Parlament de Catalunya. Com a vicepresidents respectivament van ser elegits: Lluís Corominas (66 vots a favor), José María Espejo-Saavedra (56 vots a favor); i els secretaris elegits foren: Anna Simó (37 vots), David Pérez (36 vots) Joan Josep Nuet i Ramona Barrufet (25 vots).
La candidatura que va assolir major nombre de diputats va ésser JxSí, que va formar un govern presidit per Carles Puigdemont, tot i que el candidat a la presidència per part de Junts pel Sí era Artur Mas. La formació d'aquest govern i la investidura del president es va produir després que Junts pel Sí i la CUP-CC arribessin a un acord el qual va fer, entre altres acords, que Junts pel Sí retirés el seu candidat a la presidència de la Generalitat Artur Mas i es proposés Carles Puigdemont i Casamajó en el seu lloc.
| Càrrec                  | Titular                           | Partit                               |
| ----------------------- | --------------------------------- | ------------------------------------ |
| Presidència             | Carme Forcadell i Lluís           | Junts pel Sí                         |
| Vicepresidència primera | Lluís Maria Corominas i Díaz      | Junts pel Sí                         |
| Vicepresidència segona  | José María Espejo-Saavedra Conesa | Ciutadans                            |
| Secretaria primera      | Anna Simó i Castelló              | Junts pel Sí                         |
| Secretaria segona       | David Pérez i Ibáñez              | Partit dels Socialistes de Catalunya |
| Secretaria tercera      | Joan Josep Nuet i Pujals          | Catalunya Sí que es Pot              |
| Secretaria quarta       | Ramona Barrufet i Santacana       | Junts pel Sí                         |

## Govern
Després de les eleccions al Parlament de Catalunya del 27 de setembre de 2015, Carles Puigdemont i Casamajó, de Junts pel Sí, va ser investit president de la Generalitat de Catalunya després que el candidat principal (Artur Mas) renunciés el 9 de gener de 2016, dos dies abans que es convoquessin eleccions automàticament.
| Candidat | Data                                                     | Vot |    |    |    |    |   |          | Total    |
| -------- | -------------------------------------------------------- | --- | -- | -- | -- | -- | - | -------- | -------- |
|          | 10 de gener de 2016 Majoria absoluta necessària (68/135) | Sí  | 62 |    |    |    |   | 8        | 70 / 135 |
| No       | 10 de gener de 2016 Majoria absoluta necessària (68/135) |     | 25 | 16 | 11 | 11 |   | 63 / 135 |          |
| Abst.    | 10 de gener de 2016 Majoria absoluta necessària (68/135) |     |    |    |    |    | 2 | 2 / 135  |          |

El 13 de gener de 2016 va prendre possessió del càrrec. El dia 14 va nomenar els consellers del Consell Executiu de la Generalitat, que van prendre possessió el mateix dia.
Entre els components del Govern hi havia set membres proposats per Convergència Democràtica de Catalunya (CDC) i sis membres proposats per Esquerra Republicana de Catalunya (ERC), que junts formen la coalició de Junts pel Sí, tot i que no en són els únics. Meritxell Borràs, Santi Vila, Jordi Baiget i Jordi Jané van repetir com a consellers, que exercien l'anterior mandat, tot i que Santi Vila i Jordi Baiget no van ocupar el mateix càrrec que l'anterior govern.

## Polítiques
El dia 9 de novembre de 2015, durant el primer ple de la legislatura, el Parlament va aprovar la Declaració d'inici del procés d'independència de Catalunya amb 72 vots a favor.
El juny del 2017 el President de la Generalitat Carles Puigdemont va convocar un Referèndum d'autodeterminació que es va celebrar l'1 d'octubre de 2017 i va donar més d'un 90% de vots a favor del sí. El referèndum, no obstant, no va tenir reconeixement internacional. El 27 d'octubre el Parlament de Catalunya va aprovar la Declaració d'Independència de Catalunya. Poc després, el President del Govern Espanyol Mariano Rajoy anunciaria l'aplicació de l'Article 155 de la Constitució espanyola de 1978 i convocaria eleccions al Parlament de Catalunya pel 21 de desembre de 2017, donant per acabada la legislatura.